# Центр харизматичних християнських церков України (повного євангелія)

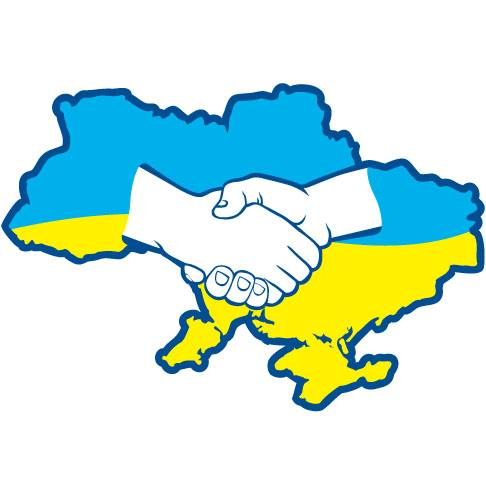
Емблема ЦХХЦУ (ПЄ)

Центр харизматичних християнських церков України (Повного Євангелія) (скор. — ЦХХЦУ (ПЄ)) — найчисельніше об'єднання громад українського харизматичного руху. Перше в Україні об'єднання громад харизматичного руху. Центр створений в 1994 році, офіційно зареєстрований в 1995 році. 

Станом на 2015 рік до Центру входять 600 громад, що робить Центр найчисельнішим об'єднанням харизматичних християнських церков України.

## Історія
В Україні харизматичний рух розпочався у 1990 році у середовищі п'ятидесятницьких та баптиських церков, з часом відокремівшись від них у самостійну деномінацію.
Уже в перші роки становлення руху стала очевидною проблема відсутності певного адміністративного центру, завдання якого — діяти на офіційному рівні від імені нових церков по всій Україні. В результаті виникла Асоціація, а потім Об'єднання незалежних харизматичних християнських церков України (Повного Євангелія). Його засновниками були 43 пастори незалежних харизматичних християнських церков України, які зібрались на установчий з'їзд 8 лютого 1994 року Об'єднання було зареєстровано Державним комітетом України у справах релігій 12 січня 1995 року
У лютому 2015 року після перереєстрації Об'єднання набуло назву Центр харизматичних християнських церков України (Повного Євангелія).

## Структура та керівництво
Внутрішній адміністративний устрій Центру включає в себе 13 регіональних представництв у всій Україні, — Київський, Житомирський, Луганський, Івано-Франківський, Львівський, Донецький, Крим, Дніпровський, Полтавський, Херсонський, Черкаський, Вінницький, Рівненський, очолювані регіональними єпископами.
Старшим єпископом Центру харизматичних християнських церков України є Гаврилюк Анатолій Петрович (старший пастор церкви «Живе Слово» м. Київ), який займає цю посаду з 1996 року. Помічником старшого єпископа Центру є Володимир Ільчук (пастор церкви «Осанна» м. Рівне).
Вищим керівним органом ЦХХЦУ є Конференція, до складу якої входять діючі єпископи та пастори помісних церков. Координуючим органом між Конференціями є Духовна рада єпископів ЦХХЦУ (ПЄ). Керівництво молодіжним рухом Центру здійснює Молодіжна духовна рада ЦХХЦУ (ПЄ). 

## Місія Центру
Місія Центру: взаємодопомога, співробітництво та об'єднання ресурсів помісних церков задля спасіння людей в Україні.

## Декларація віри Центру
1. Ми віримо в Єдиного благого Бога, який вічно перебуває в трьох Особах (іпостасях), а саме: Отця, Сина і Святого Духа.
2. В Ісуса Христа, Єдинородного Сина Божого, зачатого від Святого Духа і народженого від діви Марії. Віримо, що Ісус Христос був розіп'ятий за гріхи всіх людей, похований і воскрес із мертвих. Що Він вознісся на небо і в даний час знаходиться праворуч Отця.
3. Ми віримо, що людина створена за образом Божим як вінець і мета всього творіння. Але через гріх людина втратила відносини з Богом, а тому кожна людина потребує покаяння перед Богом для прощення гріхів.
4. Ми віримо, що по вірі в жертовну смерть і воскресіння Ісуса Христа кожна людина отримує прощення гріхів і вічне життя, народжується заново, стає дитиною Божою і отримує дар Святого Духа.
5. Ми віримо, що кожен, хто покаявся і увірував у Христа, повинен вступити в завіт з Господом через водне хрещення.
6. Ми віримо, що Церква є Тіло Христове. Церква створена Христом і об'єднує всіх віруючих у Нього в усі часи. Причетність до Церкви Христової виражається через приналежність і участь в житті помісної громади.
7. Ми віримо, що Причастя (Вечеря Господня) є заповідь Господа для Церкви. Елементи Причастя - хліб і вино – суть Його Тіло і Кров.
8. Ми віримо, що Біблія є богонатхненне Слово Боже і є абсолютним авторитетом у питаннях віри і практики життя Церкви.
9. Ми віримо, що кожен християнин покликаний йти за Христом, що виражається в розвитку стосунків з Господом, служінні Богові та людям, благовісті Христа невіруючим. Добросовісна і творча праця у відповідності з особистим покликанням і дарами є спосіб служіння Господу та затвердження Його Царства в цьому світі. Мета життя християнина - перетворення в образ Христа, вчинення  дії  віри при активному сприянні Духа Святого. Цей процес відбувається протягом усього життя християнина.
10. Ми віримо в хрещення Святим Духом – сповнення Духа Святого з даром говоріння іншими мовами.
11. Ми віримо в дію всіх дарів Святого Духа в Церкві Христовій протягом усього часу від Дня П'ятидесятниці до Пришестя Господа.
12. Ми очікуємо Другого Пришестя Господа Ісуса Христа у славі, воскресіння мертвих і Останній Суд.

## Центр входить до складу
З 2004 року Центр є членом Всесвітнього п'ятидесятницького братства.
Також Центр входить до складу таких організацій, як:
- Українська Міжцерковна Рада (УМР)
- Рада Євангельских Протестантських Церков України (РЄПЦУ)
- Міжнародний центр християнського лідерства (МЦХЛ)
- Міжнародна асоциація тюремних служителів (МАТС)
- Українське Біблійне товариство (УБТ)
- Українська асоціація релігійної свободи (УАРС)

## Контактна інформація
- Центр у соц.мережі Фейсбук

Код за ЄДРПОУ: 21655975
Адреса: 01001, м. Київ, а/с 40